# Сырмежский сельсовет
Сырмежский сельсовет — упразднённая административная единица на территории Мядельского района Минской области Республики Беларусь.

## Состав
Сырмежский сельсовет включал 22 населённых пункта:
- Бережные — деревня
- Болтогузы — деревня
- Боярновичи — деревня
- Буйки — деревня
- Волчино — деревня
- Иванки — деревня
- Каракуличи — деревня
- Континенты — деревня
- Митиненты — деревня
- Неверовичи — деревня
- Носовичи — деревня
- Островляны — деревня
- Помошье — деревня
- Селятки — деревня
- Старлыги — агрогородок
- Сурвилы — деревня
- Сырмеж — агрогородок
- Хмылки — деревня
- Хоневичи — деревня
- Шеметово — деревня
- Шеметово — хутор
- Яневичи — деревня

Упразднённые населённые пункты на территории сельсовета:
- Абрамы — деревня
- Балаши — деревня
- Малая Сырмеж — деревня

## Производственная сфера
ОАО «Межозерный край»
- ЧПУП СК «Буйки»
- ЧПУП МТФ «Сырмеж»
- Сырмежское лесничество ГПУ «НП „Нарочанский“».

## Социально-культурная сфера
- Учреждения образования: ГУО «Сырмежский учебно-педагогический комплекс детский сад-средняя школа», ГУО «Старлыгский учебно-педагогический комплекс детский сад-средняя школа им. И.Анисько»
- Учреждения культуры: СДК д. Буйки, сельская библиотека д. Буйки, СДК аг. Старлыги, сельская библиотека аг. Старлыги
- Учреждения здравоохранения: Фельдшерско-акушерские пункты: аг. Старлыги, аг. Сырмеж